# The Chris Isaak Show
The Chris Isaak Show è una sitcom statunitense che descrive in modo romanzato la vita del cantante Chris Isaak che recita nel ruolo di sé stesso.
Le vicende narrate sono in parte fantasiose e in parte rispecchianti la vera vita di Chris Isaak e descrivono in modo ironico e irriverente la vera vita di una rockstar.
La serie è girata a Vancouver, in Canada, e in essa, oltre a Chris Isaak, recitano anche alcuni membri della sua rock band e sono frequenti anche le incursioni di guest star provenienti dal mondo della musica, come Joe Walsh degli Eagles, Cyndi Lauper e i tre membri dei Green Day.